# 100 meter häck för damer i friidrott vid olympiska sommarspelen 1976
100 meter häcklöpning för damer vid olympiska sommarspelen 1976 i Montréal avgjordes 28-29 juli. 

## Medaljörer
| Gren           | Guld                           | Guld  | Silver                            | Silver | Brons                            | Brons |
| 100 meter häck | Johanna Schaller · Östtyskland | 12,77 | Tatiana Anisimova · Sovjetunionen | 12,78  | Natalja Lebedeva · Sovjetunionen | 12,80 |

## Resultat
- Q innebär avancemang utifrån placering i heatet.
- q innebär avancemang utifrån total placering.
- DNS innebär att personen inte startade.
- DNF innebär att personen inte fullföljde.
- DQ innebär diskvalificering.
- NR innebär nationellt rekord.
- OR innebär olympiskt rekord.
- WR innebär världsrekord.
- WJR innebär världsrekord för juniorer
- AR innebär världsdelsrekord (area record)
- PB innebär personligt rekord.
- SB innebär säsongsbästa.

### Omgång 1

#### Heat 1
| Placering | Friidrottare            | Nation         | Tid   | Noteringar |
| --------- | ----------------------- | -------------- | ----- | ---------- |
| 1         | Tatjana Anisimova       | Sovjetunionen  | 12,98 | Q          |
| 2         | Grażyna Rabsztyn        | Polen          | 13.09 | Q          |
| 3         | Sharon Colyear-Danville | Storbritannien | 13.18 | Q          |
| 4         | Nadine Prévost          | Frankrike      | 13.70 | Q          |
| 5         | Pat Donnelly            | USA            | 13.71 |            |
| 6         | Julie Gomis             | Senegal        | 14.57 |            |

#### Heat 2
| Placering | Friidrottare       | Nation      | Tid   | Noteringar |
| --------- | ------------------ | ----------- | ----- | ---------- |
| 1         | Bożena Nowakowska  | Polen       | 13,05 | Q          |
| 2         | Ileana Ongar       | Italien     | 13.37 | Q          |
| 3         | Annelie Ehrhardt   | Östtyskland | 13.49 | Q          |
| 4         | Debbie LaPlante    | USA         | 13.51 | Q          |
| 5         | Gaye Dell          | Australien  | 13.68 |            |
| 6         | Sue Bradley-Kameli | Kanada      | 14.07 |            |

#### Heat 3
| Placering | Friidrottare           | Nation         | Tid   | Noteringar |
| --------- | ---------------------- | -------------- | ----- | ---------- |
| 1         | Natalja Lebedeva       | Sovjetunionen  | 12,94 | Q          |
| 2         | Johanna Schaller-Klier | Östtyskland    | 13.02 | Q          |
| 3         | Penka Sokolova         | Bulgarien      | 13.52 | Q          |
| 4         | Lorna Boothe           | Storbritannien | 13.69 | Q          |
| 5         | Rhonda Brady           | USA            | 13.84 |            |

#### Heat 4
| Placering | Friidrottare           | Nation        | Tid   | Noteringar |
| --------- | ---------------------- | ------------- | ----- | ---------- |
| 1         | Gudrun Berend          | Östtyskland   | 13,03 | Q          |
| 2         | Esther Roth-Shahamorov | Israel        | 13.06 | Q          |
| 3         | Ljubov Kononova        | Sovjetunionen | 13.36 | Q          |
| 4         | Valeria Bufanu         | Rumänien      | 13.60 | Q          |
| 5         | Edith Noeding          | Peru          | 14.14 |            |
| 6         | Lucía Vaamonde         | Venezuela     | 19.17 |            |

### Semifinaler

#### Heat 1
| Placering | Friidrottare           | Nation         | Tid   | Noteringar |
| --------- | ---------------------- | -------------- | ----- | ---------- |
| 1         | Johanna Schaller-Klier | Östtyskland    | 12,93 | Q          |
| 2         | Gudrun Berend          | Östtyskland    | 12.96 | Q          |
| 3         | Natalja Lebedeva       | Sovjetunionen  | 13.03 | Q          |
| 4         | Esther Roth-Shahamorov | Israel         | 13.04 | Q          |
| 5         | Bożena Nowakowska      | Polen          | 13.04 |            |
| 6         | Debbie LaPlante        | USA            | 13.36 |            |
| 7         | Penka Sokolova         | Bulgarien      | 13.67 |            |
| 8         | Lorna Boothe           | Storbritannien | 13.73 |            |

#### Heat 2
| Placering | Friidrottare            | Nation         | Tid   | Noteringar |
| --------- | ----------------------- | -------------- | ----- | ---------- |
| 1         | Tatjana Anisimova       | Sovjetunionen  | 13,08 | Q          |
| 2         | Grażyna Rabsztyn        | Polen          | 13.35 | Q          |
| 3         | Ileana Ongar            | Italien        | 13.41 | Q          |
| 4         | Valeria Bufanu          | Rumänien       | 13.59 | Q          |
| 5         | Annelie Ehrhardt        | Östtyskland    | 13.71 |            |
| 6         | Nadine Prévost          | Frankrike      | 13.95 |            |
| 7         | Sharon Colyear-Danville | Storbritannien | 17.32 |            |

### Final
| Placering | Friidrottare           | Nation        | Tid   | Noteringar |
| --------- | ---------------------- | ------------- | ----- | ---------- |
| 1         | Johanna Schaller-Klier | Östtyskland   | 12,77 |            |
| 2         | Tatjana Anisimova      | Sovjetunionen | 12,78 |            |
| 3         | Natalja Lebedeva       | Sovjetunionen | 12,80 |            |
| 4         | Gudrun Berend          | Östtyskland   | 12,82 |            |
| 5         | Grażyna Rabsztyn       | Polen         | 12,96 |            |
| 6         | Esther Roth-Shahamorov | Israel        | 13,04 |            |
| 7         | Valeria Bufanu         | Rumänien      | 13,35 |            |
| 8         | Ileana Ongar           | Italien       | 13,51 |            |